# Ніколаєвськ-на-Амурі
Нікола́євськ-на-Аму́рі (рос. Николаевск-на-Амуре) — місто, центр Ніколаєвського району Хабаровського краю, Росія. Адміністративний центр та єдиний населений пункт Ніколаєвського міського поселення.

## Географія
Місто розташоване на лівому березі річки Амур на невеликій височині поблизу його гирла. Знаходиться на відстані 582 км на північний схід від Комсомольська-на-Амурі та за 977 кілометрів на північний схід від Хабаровська.

### Клімат
Місто Ніколаєвськ-на-Амурі прирівняне до районів Крайньої Півночі.
- Середньорічна температура — −1,8 °C
- Середньорічна швидкість вітру — 3,5 м/с
- Середньорічна вологість повітря — 78 %

| Клімат Ніколаєвськ-на-Амурі(1981–2010, екстремальні точки 1881–сьогодення) | Клімат Ніколаєвськ-на-Амурі(1981–2010, екстремальні точки 1881–сьогодення) | Клімат Ніколаєвськ-на-Амурі(1981–2010, екстремальні точки 1881–сьогодення) | Клімат Ніколаєвськ-на-Амурі(1981–2010, екстремальні точки 1881–сьогодення) | Клімат Ніколаєвськ-на-Амурі(1981–2010, екстремальні точки 1881–сьогодення) | Клімат Ніколаєвськ-на-Амурі(1981–2010, екстремальні точки 1881–сьогодення) | Клімат Ніколаєвськ-на-Амурі(1981–2010, екстремальні точки 1881–сьогодення) | Клімат Ніколаєвськ-на-Амурі(1981–2010, екстремальні точки 1881–сьогодення) | Клімат Ніколаєвськ-на-Амурі(1981–2010, екстремальні точки 1881–сьогодення) | Клімат Ніколаєвськ-на-Амурі(1981–2010, екстремальні точки 1881–сьогодення) | Клімат Ніколаєвськ-на-Амурі(1981–2010, екстремальні точки 1881–сьогодення) | Клімат Ніколаєвськ-на-Амурі(1981–2010, екстремальні точки 1881–сьогодення) | Клімат Ніколаєвськ-на-Амурі(1981–2010, екстремальні точки 1881–сьогодення) | Клімат Ніколаєвськ-на-Амурі(1981–2010, екстремальні точки 1881–сьогодення) |
| Показник                                                                   | Січ.                                                                       | Лют.                                                                       | Бер.                                                                       | Квіт.                                                                      | Трав.                                                                      | Черв.                                                                      | Лип.                                                                       | Серп.                                                                      | Вер.                                                                       | Жовт.                                                                      | Лист.                                                                      | Груд.                                                                      | Рік                                                                        |
| Абсолютний максимум, °C                                                    | 0,3                                                                        | 5,7                                                                        | 11,9                                                                       | 19,6                                                                       | 31,7                                                                       | 34,3                                                                       | 34,1                                                                       | 35,3                                                                       | 28,9                                                                       | 22,5                                                                       | 11,4                                                                       | 2,8                                                                        | 35,3                                                                       |
| Середній максимум, °C                                                      | −17,5                                                                      | −13,7                                                                      | −5,6                                                                       | 2,9                                                                        | 10,5                                                                       | 19,0                                                                       | 21,7                                                                       | 21,5                                                                       | 16,2                                                                       | 6,6                                                                        | −6,1                                                                       | −15,5                                                                      | 3,3                                                                        |
| Середня температура, °C                                                    | −21,8                                                                      | −19                                                                        | −11,6                                                                      | −2,1                                                                       | 5,0                                                                        | 13,1                                                                       | 16,5                                                                       | 16,1                                                                       | 10,6                                                                       | 2,0                                                                        | −10,3                                                                      | −19,4                                                                      | −1,7                                                                       |
| Середній мінімум, °C                                                       | −25,6                                                                      | −23,4                                                                      | −16,9                                                                      | −6,4                                                                       | 0,9                                                                        | 8,0                                                                        | 12,2                                                                       | 11,8                                                                       | 6,3                                                                        | −1,6                                                                       | −14                                                                        | −22,9                                                                      | −6                                                                         |
| Абсолютний мінімум, °C                                                     | −47,2                                                                      | −45,9                                                                      | −37,6                                                                      | −28,8                                                                      | −11,9                                                                      | −3,8                                                                       | 1,3                                                                        | 0,6                                                                        | −6                                                                         | −25,1                                                                      | −34                                                                        | −44,2                                                                      | −47,2                                                                      |
| Середня кількість сонячних годин на місяць                                 | 129                                                                        | 160                                                                        | 232                                                                        | 209                                                                        | 233                                                                        | 234                                                                        | 238                                                                        | 204                                                                        | 184                                                                        | 143                                                                        | 132                                                                        | 94                                                                         | 2192                                                                       |
| Норма опадів, мм                                                           | 42                                                                         | 29                                                                         | 33                                                                         | 32                                                                         | 53                                                                         | 50                                                                         | 60                                                                         | 83                                                                         | 82                                                                         | 89                                                                         | 60                                                                         | 48                                                                         | 660                                                                        |
| Днів з дощем                                                               | 0                                                                          | 0                                                                          | 0,5                                                                        | 5                                                                          | 15                                                                         | 14                                                                         | 15                                                                         | 18                                                                         | 19                                                                         | 15                                                                         | 2                                                                          | 0                                                                          | 104                                                                        |
| Днів зі снігом                                                             | 17                                                                         | 17                                                                         | 18                                                                         | 16                                                                         | 9                                                                          | 0,1                                                                        | 0                                                                          | 0                                                                          | 0                                                                          | 12                                                                         | 21                                                                         | 19                                                                         | 129                                                                        |
| Вологість повітря, %                                                       | 76                                                                         | 76                                                                         | 74                                                                         | 76                                                                         | 77                                                                         | 77                                                                         | 81                                                                         | 83                                                                         | 82                                                                         | 79                                                                         | 79                                                                         | 79                                                                         | 79                                                                         |
| -------------------------------------------------------------------------- | -------------------------------------------------------------------------- | -------------------------------------------------------------------------- | -------------------------------------------------------------------------- | -------------------------------------------------------------------------- | -------------------------------------------------------------------------- | -------------------------------------------------------------------------- | -------------------------------------------------------------------------- | -------------------------------------------------------------------------- | -------------------------------------------------------------------------- | -------------------------------------------------------------------------- | -------------------------------------------------------------------------- | -------------------------------------------------------------------------- | -------------------------------------------------------------------------- |

## Історія
1 серпня 1850 російським мореплавцем капітаном I рангу Геннадієм Невельським в ході Амурської експедиції 1849—1855 років в гирлі Амуру, було засноване військово-адміністративний поселення Ніколаєвський пост. Перше населення поста складалося з 6 осіб. Якутська хата-ураса стала першою будовою в майбутньому місті.
Оскільки басейн річки Амур, включаючи його гирло, згідно з Нерчинским договором 1689 року, юридично належав Цінській імперії, закладка військового посту на чужій території спочатку була розцінена російським урядом як самоуправство. Однак згодом дії Невельського схвалив сам імператор Микола I.
14 листопада 1856 на місці Ніколаєвського поста засновано місто Ніколаєвськ. Також в Східно-Сибірській губернії була створена Приморська область зі столицею в Ніколаєвську. До того часу Ніколаєвськ став найбільшим портом Далекого Сходу Росії.
24 лютого 1858 Ніколаєвск стає обласним центром. На той рік у місті перебувало до 200 будівель та проживало 1 757 осіб. З'являється завод по ремонту і складанню кораблів. Також були відкриті краєзнавчий музей, бібліотека, морське училище. По Амуру починають ходити пароплави з комерційними рейсами, у місто також приходять торгові кораблі з-за кордону.

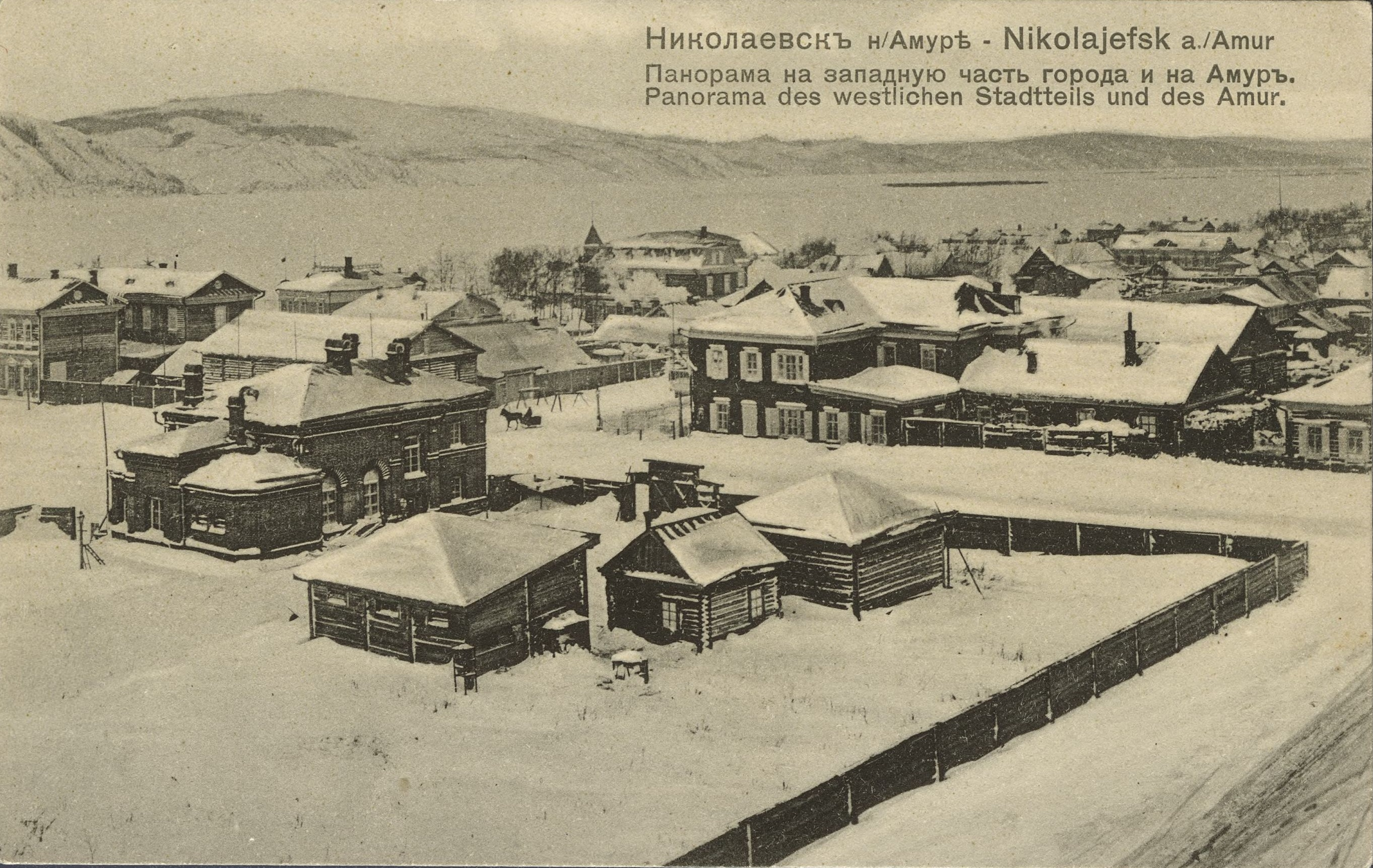
Фото міста кінця XIX століття

У 1870 з Ніколаєвська під Владивосток переноситься головний порт російського Далекого Сходу, після чого в Ніколаєвську починається занепад.
28 квітня 1880 столиця Приморської області переїжджає з Ніколаєвська південніше — у Хабаровськ.
На кінець 1880-х припадає відкриття золотих родовищ. Місто поступово стає центром далекосхідних золотошукачів. З'являються золотосплавна лабораторія, а також контори Охотської та Амурської-Орельської золотопромислових компаній.
У 1890 в Ніколаєвську зупиняється Антон Чехов проїздом на Сахалін. У першому розділі книги «Острів Сахалін» письменник зазначає похмуру атмосферу колись успішного міста.
До 1895 чисельність населення міста скоротилося до 1000 осіб. Видобуток золота поступово залучає переселенців і до 1897 чисельність населення досягає 5668 осіб.
У 1896-1899 в Ніколаєвську починається підйом рибної промисловості. Відроджується кораблебудування, також створюються підприємства з виготовлення бочкотари, лісопереробки тощо. Місто стає другим за значністю далекосхідним портом.

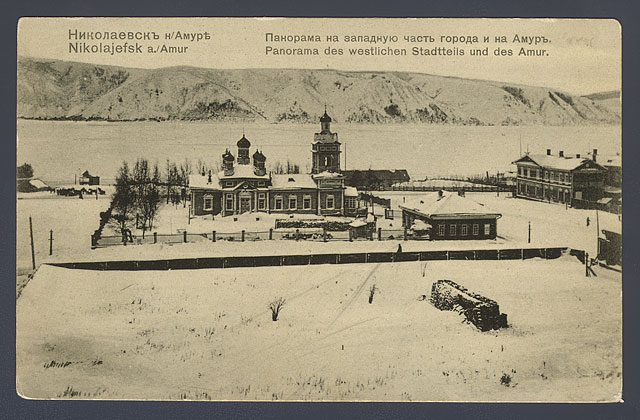
Фото міста кінця XIX століття

До 1913 число жителів міста досягає 14 400 осіб. У місті 2136 будівель, заново створена мережа ремісничих училищ та шкіл. Незабаром Ніколаєвськ в черговий раз стає обласним містом — цього разу, центром Сахалінської області.
У 1914 Удський повіт, центром якого став Ніколаєвськ, переданий зі складу Приморської області до складу Сахалінської області Російської імперії.
До Жовтневого перевороту 1917 року чисельність населення міста досягає 15 000 осіб.
У 1918 починається японська інтервенція. У 1920 у результаті дій загону червоних партизанів під командуванням Якова Тряпіцина, місто було майже повністю знищене. У наступних пожежах згоріло близько 2000 будівель.
У 1920-1922 Ніколаєвськ перебуває у складі Далекосхідної Республіки, та був центром Сахалінської області.
У 1922 місто звільнене від японських інтервентів, встановлена радянська влада. Ніколаєвськ призначений центром Удсько-Кербінського повіту Приморської губернії Далекосхідної області.
15 березня 1926 затверджено нову назву міста — Ніколаєвськ-на-Амурі.
За радянської влади в місті активно розвивається рибна промисловість. У 1920-х в районі здійснюється третина всього далекосхідного рибовидобутку.
В 1934 стало центром Нижньоамурської області.
В 1942 запускаються судноремонтний завод і корабельня.
У 1956 після скасування Нижньоамурської області місто стає одним з райцентрів Хабаровського краю.
У 1960 відкритий суднобудівний завод.
В 1985 починає роботу Нижньоамурський гірничо-збагачувальний комбінат.
У 1998 на замовлення японської фірми на суднобудівному заводі створено науково-дослідне судно НІС-4.

## Населення
Населення — 17983 особи (2023; 28492 у 2002).

## Господарство
Порт на річці Амур, аеропорт.

## Відомі уродженці
- Бистряков Віктор Петрович (1943) — український художник.
- Жемайтіс Сергій Георгійович (1908—1987) — російський радянський письменник-фантаст і мариніст.
- Хіблін Ігор Миколайович (1955) — радянський футболіст та український футбольний арбітр.
- Чайка Юрій Якович (1951) — колишній Генеральний прокурор Російської Федерації.